# Ordoño II de León
Ordoño II de León (c. 871-León, junio de 924) fue rey de Galicia, subordinado al rey de León, entre los años 910 y 914. Fue rey de León desde el año 914 hasta su muerte.
Segundo hijo de Alfonso III, fue un soberano enérgico y batallador que sometió a su autoridad única los territorios del reino leonés y combatió exitosamente contra los musulmanes, que aún dominaban la mayor parte de la península ibérica. Su reinado supuso el tránsito tácito y tranquilo del Regnum Asturorum al Regnum Legionense, con la sede regia ya establecida definitivamente en la ciudad de León.

## Vida

### Juventud
Nacido alrededor del año 871, fue el segundo de los hijos de Alfonso el Magno, rey de Asturias, y de su esposa, la reina Jimena. Por parte paterna era nieto del rey Ordoño I y de su esposa, la reina Nuña. Fue educado por los Banu Qasi de Zaragoza. Colaboró en las tareas de gobierno durante el reinado de su padre.
Ya en vida de su padre ejerció el gobierno de Galicia. Dirigió personalmente, antes del año 910, una expedición militar contra los musulmanes del sur de la península ibérica en la que llegó hasta la ciudad de Sevilla, destruyendo y saqueando la barriada de Regel, "considerada como una de las más fuertes y opulentas", según refiere la Historia silense, aunque dicha barriada no ha sido identificada con seguridad por los historiadores.
Por motivos desconocidos, los hijos de Alfonso III se rebelaron contra su padre en el año 909. Aunque el infante García, hermano de Ordoño, fue apresado y encerrado en el castillo de Gauzón, un año después Alfonso III fue obligado por sus hijos a abdicar y a repartir el reino entre ellos. El reino de León correspondió al hijo primogénito, el infante García, el de Asturias, al infante Fruela y el de Galicia, al infante Ordoño, subordinados ambos hermanos menores a García. Alfonso III falleció en la ciudad de Zamora el 20 de diciembre del año 910.
García I mantuvo relaciones distantes y conflictivas con su hermano Ordoño. Cuando Alfonso III falleció, García impidió al obispo Genadio de Astorga que llevase a la ciudad de Santiago de Compostela los quinientos mizcales que Alfonso III había donado al santuario del apóstol.
Se computaba el cuarto año del reinado privativo de Ordoño en Galicia cuando Urdun ibn Adfuns —en expresión de la Crónica anónima de al-Nasir— llegó a Évora el día 19 de agosto de 913 con un ejército de treinta mil hombres, entre jinetes, infantes y arqueros, y, aprovechando la existencia de un basurero junto a las murallas, penetró en la ciudad y la saqueó. En un solo día desbarató la resistencia de la ciudad, causando la muerte del gobernador Marwan Abd al-Malik y la de los setecientos hombres que componían la guarnición. Capturó a cuatro mil personas, en su mayoría mujeres y niños, con los que emprendió el camino de regreso a su territorio al día siguiente de su llegada a Évora. Según menciona la misma crónica, "No había memoria en al-Andalus de un desastre del islam, por parte del enemigo, más afrentoso y terrible que éste".

### Ascenso al trono leonés (914)
A la muerte de su hermano García, ocurrida en la ciudad de Zamora en el año 914, Ordoño II heredó el reino de León ya que, aunque su hermano había contraído matrimonio, falleció sin dejar descendencia. Como si creyera de obligado cumplimiento sucesorio alguna norma legal o consuetudinaria, el continuador de la Crónica albeldense afirma que «a la muerte de García, su hermano Ordoño -ut decebat- adquirió el gobierno del reino». El historiador cordobés Ibn Hayyan señaló en su obra que:

...al morir su hermano García la cristiandad unánimemente lo llamó desde León y Astorga, capitales de su reino; dejó como vicarios en Galicia condes de su confianza y se fue a la comunidad que le dio el más completo señorío, demostrando su esfuerzo en la lucha contra sus enemigos musulmanes, aunque Dios puso coto a sus proezas, devolviéndoles la fuerza cuando fueron al poco reunificados por el califa Al-Nasir, que desbarató a los cristianos por favor divino.

En el periodo comprendido entre la muerte del rey García I, en la primera mitad de 914, y el comienzo del reinado de su hermano, en los primeros días de diciembre del año 914, existe un intervalo de varios meses con ausencia de actividad en la curia regia leonesa. Algunos historiadores opinan que Ordoño II debió contraer una grave enfermedad en tierras de Badajoz y que, antes de ir a León para ser proclamado rey, se dirigió hacia sus dominios gallegos. Allí, en un documento otorgado en favor de la diócesis de Mondoñedo, el monarca expresó lo siguiente: 

Presiento que mi muerte está próxima y que no me queda otra esperanza que la misericordia del Omnipotente y la intercesión de los santos.

Sin embargo, el monarca debió de recuperarse plenamente, ya que, a principios de diciembre, fue aclamado como rey en la ciudad de León. Afirma el post-Albeldense que Ordoño Adefónsiz, «debelador de Cristo», fue aclamado por todos los magnates y personas distinguidas, obispos, abades, condes, reunidos en asamblea general, siéndole impuesta la diadema regia el 12 de diciembre de 914, tras haber sido ungido por doce obispos en el trono de León.

### Primeras campañas militares (914-916)
Habiendo tomado posesión de León, consolidado su posición y ganado el apoyo de la nobleza, Ordoño II emprendió su primera expedición militar como rey de León en el verano del año 915 contra las tierras situadas al norte de Miknasat al Asnam, nombre con el que los musulmanes designaban a la ciudad de Mérida. Según el historiador andalusí al-Razi, emprendió la campaña por la ruta de Zamora, sometiendo primero la ciudad de Medellín y luego el castillo de la Culebra o Kalat al-Hanash (Castro Alange), acampando al día siguiente junto a Mérida. Allí se le sometieron los gobernadores de esta ciudad y de Badajoz, que pagaron tributo a los leoneses. Estos regresaron a sus tierras con un gran botín y muchos cautivos por el camino de Toledo. 
La campaña fue tan exitosa, que, tan pronto como llegó a León, el monarca quiso mostrar su gratitud a la Madre de Dios, erigiendo en su obsequio un nuevo templo catedralicio en sustitución del entonces existente, un modesto edificio situado extramuros y consagrado a san Pedro apóstol. A tal efecto donó su propio palacio, engrandeciendo asimismo con donaciones de tierras la diócesis legionense.
En el verano del año 916, dirigió una nueva expedición contra los musulmanes y atacó las cercanías de la ciudad de Mérida, que había amenazado en su campaña sobre Évora del 915. También ahora devastó y saqueó las áreas suburbanas que habían quedado indemnes en aquella expedición. Las tropas leonesas se enfrentaron a un ejército que había salido de Córdoba para enfrentarse a ellas. Los leoneses lo derrotaron y el comandante musulmán fue apresado y llevado a León.

### La batalla de Castromoros (916)
La reacción de los andalusíes no se hizo esperar. Según la Crónica anónima de Al-Nasir, emprendieron una primera aceifa el 15 de junio de 916, bajo el mando del caíd Ahmad ibn Muhammad ibn Abi Abda, que regresó a Córdoba sin mayor percance. El nuevo emir cordobés, Abderramán III, haciéndose eco del clamor popular contra los continuos éxitos cristianos, reunió entonces un inmenso ejército que incorporaba contingentes de la Tingitania y la Mauritania. A su mando iba de nuevo Ahmad ibn Muhammad ibn Abi Abda, llamado Hulit Abulhabat por la Crónica post-Albeldense.
El ejército musulmán salió de Córdoba el 2 de agosto de 917 y llegó a la ribera del río Duero, que el omeya pretendía establecer como frontera, el día 1 o 2 de septiembre, saqueando y arrasando a su paso las tierras de los cristianos. Los musulmanes establecieron su campamento junto a la localidad de San Esteban de Gormaz, por entonces llamada también Castromoros. Entonces aparecieron de improviso el rey Ordoño II y sus tropas que atacaron al ejército musulmán. La batalla de Castromoros es uno de los hitos de la historia medieval española. Las crónicas cristianas de la época refieren que los leoneses causaron tantas bajas a sus enemigos que el número de sus cadáveres excedía del cómputo de los astros, pues señalan que, desde la orilla del río Duero hasta el castillo de Atienza y Paracuellos, todo el territorio se hallaba cubierto de cadáveres y el ejército musulmán, derrotado, regresó a sus bases el día 4 de septiembre. Entre los numerosos musulmanes que perdieron la vida en Castromoros se hallaba el propio Hulit Abulhabat, jefe de los derrotados musulmanes, cuya cabeza mandó el rey Ordoño suspender de las almenas de San Esteban de Gormaz junto a la de un jabalí. Los navarros acudieron entonces a solicitar la ayuda del monarca leonés con la esperanza de que las tropas leonesas les ayudaran a luchar contra los musulmanes.
Finalizando la primavera del año 918, y aliados entre sí Ordoño II y Sancho Garcés, rey de Pamplona, ambos monarcas movilizaron sus tropas y marcharon juntos sobre Nájera, en la Marca Superior, a la que llegaron a comienzos del mes de junio, sitiándola durante tres días. Pasaron luego a Tudela, bordearon los confines de la Morcuera y Tarazona y penetraron en los arrabales de Valtierra, Arnedo y Calahorra, que se hallaban en poder de los Banu Qasi de Zaragoza, plazas que fueron conquistadas.
Estos sucesos irritaron tanto al emir Abderramán III que ya el 8 de julio de ese año salió de Córdoba un nuevo ejército de castigo, mandado por el chambelán Badr ibn Ahmad. Las tropas musulmanas llegaron al territorio de Mutoniya o Mutonia (lugar hoy desconocido, pero localizado en tierras de Soria o Segovia), donde derrotaron a los ejércitos navarros y leoneses, en dos batallas consecutivas libradas los días 14 y 16 de agosto del año 918. El retorno de los vencedores, con abundante botín y cautivos, fue celebrado en Córdoba con júbilos públicos. El cronista Sampiro se limitó a señalar que tras la victoria de Castromoros llegó al lugar de Mitonia una aceifa musulmana, en cuyo encuentro sobrevino la ruina de muchas gentes de ambas partes, añadiendo como consuelo una cita bíblica, que atribuyó a David: "Varií sunt eventus belli".

### La batalla de Valdejunquera (920)
Sin desanimarse por la derrota, Ordoño II comenzó a planear la campaña del año siguiente, movilizando a sus tropas y poniéndose en marcha hacia la frontera en el mes de octubre del año 919. Según refiere la Crónica de al-Nasir, Abderramán III envió a la frontera del norte un nuevo ejército al mando de su pariente Ishaq ibn Muhammad al-Marwani y por ello el rey de León abandonó su propósito de atacar a los musulmanes y regresó a sus tierras sin haber emprendido ofensiva alguna. Los musulmanes también regresaron a sus bases una vez que hubieron comprobado que Ordoño II no planeaba atacarles.
Sin embargo, casi de inmediato el emir cordobés proclamó la guerra santa y organizó la movilización general de su ejército, que fue sometido a una revista general o alarde el 23 de abril de 920, para iniciar la salida el 5 de junio, al mando del propio emir. Desde Córdoba, el ejército musulmán se dirigió a Caracuel, sobre el Guadiana, Toledo y Guadalajara y de aquí a Medinaceli. Reconquistó luego Osma (8 de julio) y San Esteban de Gormaz. Las huestes mahometanas cayeron a continuación sobre Clunia, Burgos, Tudela y Calahorra.
El rey de Navarra aguardaba con sus tropas dentro del municipio de Arnedo. Cuando tuvo conocimiento de que las tropas musulmanas, que se habían apoderado de Calahorra, se dirigían hacia la ciudad de Pamplona, su capital, se dirigió hacia el norte con sus tropas a fin de unirlas a las del rey de León, quien había acudido en su ayuda. Los musulmanes se dirigieron a Viguera, donde derrotaron a las primeras fuerzas conjuntas que les opusieron Ordoño y Sancho. Posteriormente, los musulmanes se dirigieron a Muez, lugar situado en el valle de Junquera, a unos veinticinco kilómetros al suroeste de la ciudad de Pamplona. 
En la subsiguiente batalla de Valdejunquera, librada el 26 de julio de 920, el emir cordobés derrotó nuevamente a las escasas huestes reunidas por leoneses y navarros. Fueron capturados los obispos de Tuy y Salamanca, Hermogio y Dulcidio. Los supervivientes del ejército cristiano se refugiaron en las fortalezas de Muez y Viguera, que fueron asediadas a continuación por el emir de Córdoba. Tras haberse apoderado de ambas plazas, todos los defensores fueron degollados y, antes de volver a Córdoba, el emir taló durante tres semanas las tierras de la Navarra baja.
De tal descalabro se culpó a los condes castellanos Nuño Fernández, Fernando Ansúrez y Abolmondar Albo y su hijo Diego por no haber acudido al combate. Convocados por el monarca en el lugar de Tejar, a orillas del Carrión, los condes fueron apresados y encarcelados (aunque según la tradición fueran muertos). En cualquier caso, debieron ser liberados poco tiempo después, ya que la documentación los presenta actuando con normalidad.

### Última campaña y muerte del rey

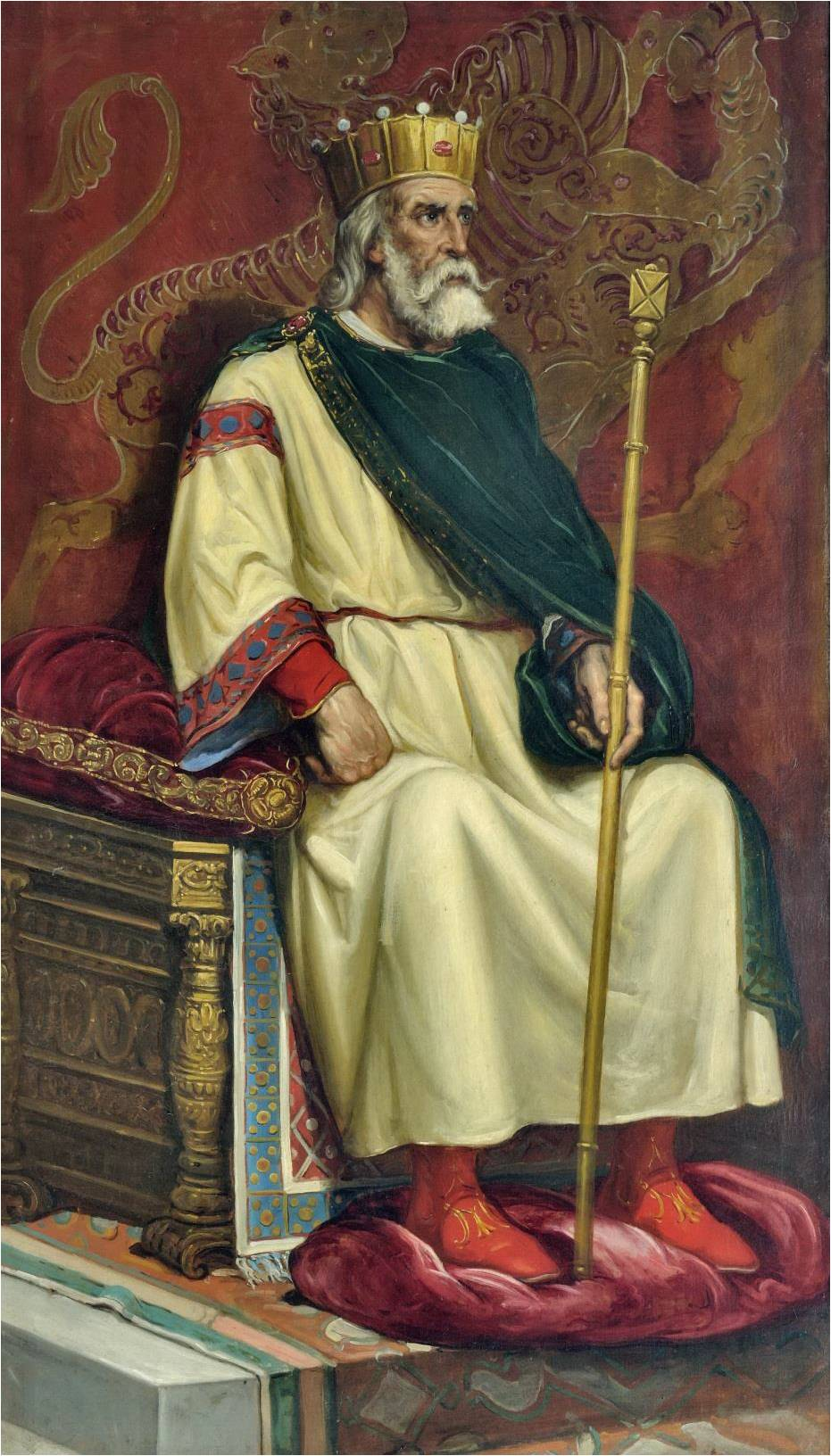
Retrato que representa a Ordoño II de León. Siglo XIX. Ayuntamiento de León.

A pesar de la derrota sufrida en Valdejunquera, Ordoño II reunió un nuevo ejército en la primavera del año 921 y se dispuso a combatir a los musulmanes, según refiere el obispo Sampiro. Las tropas leonesas llegaron al territorio de Sintilia, en Guadalajara, y asolaron sus tierras. Asaltaron además, entre otros, los castillos de Sarmalón, Eliph, Pálmaces de Jadraque, Castejón de Henares y Magnanza. Según Sampiro, los leoneses se internaron tanto en territorio andalusí que llegaron a una sola jornada de Córdoba, lo cual es falso, probablemente una confusión por Toledo. Posteriormente, las tropas leonesas regresaron a sus bases pasando por las fortalezas del río Duero y llegaron a Zamora el 1 de agosto de 921, donde halló muerta a su esposa la reina Elvira.
En 922 contrajo nuevas nupcias con Aragonta González, hija del conde Gonzalo Betótez.
A finales del verano del año 923, y a petición del rey Sancho Garcés, Ordoño II marchó con su ejército sobre La Rioja y ocupó la ciudad de Nájera, al tiempo que el rey de Pamplona se apoderaba de Viguera, apresando y dando muerte a Muhammad ibn Abdallah ibn Lubb, miembro de la familia de los Banu Qasi, y a otros nobles musulmanes. Este había tratado de aprovechar la victoria cordobesa en Valdejunquera para invadir el reino de Pamplona, pero fue vencido por la coalición encabezada por Ordoño; la victoria de este y sus aliados anuló las ventajas obtenidas por el califato cordobés en la anterior campaña, al apoderarse los cristianos de importantes plazas fronterizas (además de Nájera y Viguera, también Valtierra y efímeramente la propia Tudela).
Tras asistir a la fundación del monasterio de Santa Coloma de Nájera, contrajo un tercer matrimonio con la infanta Sancha de Pamplona después de repudiar a su anterior esposa y regresó poco después a León acompañado por Sancha.
Ordoño II de León falleció de muerte natural en enero del año 924, al cabo de nueve años y medio de reinado. Fue sepultado en la girola de la catedral de León tras el altar mayor. La Primera Crónica General relata del siguiente modo la defunción del monarca leonés:

Despues tornose para Leon, et desi fuesse para Çamora. Et estando y adolescio et muriose dessa dolentia. Et fue enterrado en Leon en la eglesia de Santa Maria, que es la Cathedral. Et fue el so enterramiento fecho muy onrradamientre. Pero dize don Lucas de Tuy que quando este rey don Ordonno se sintio dolient, que se fizo luego levar para Leon, et que y murio.

Su hermano Fruela II usurpó el trono que correspondía a sus hijos. Falleció empero de lepra un año más tarde.

### Sepultura

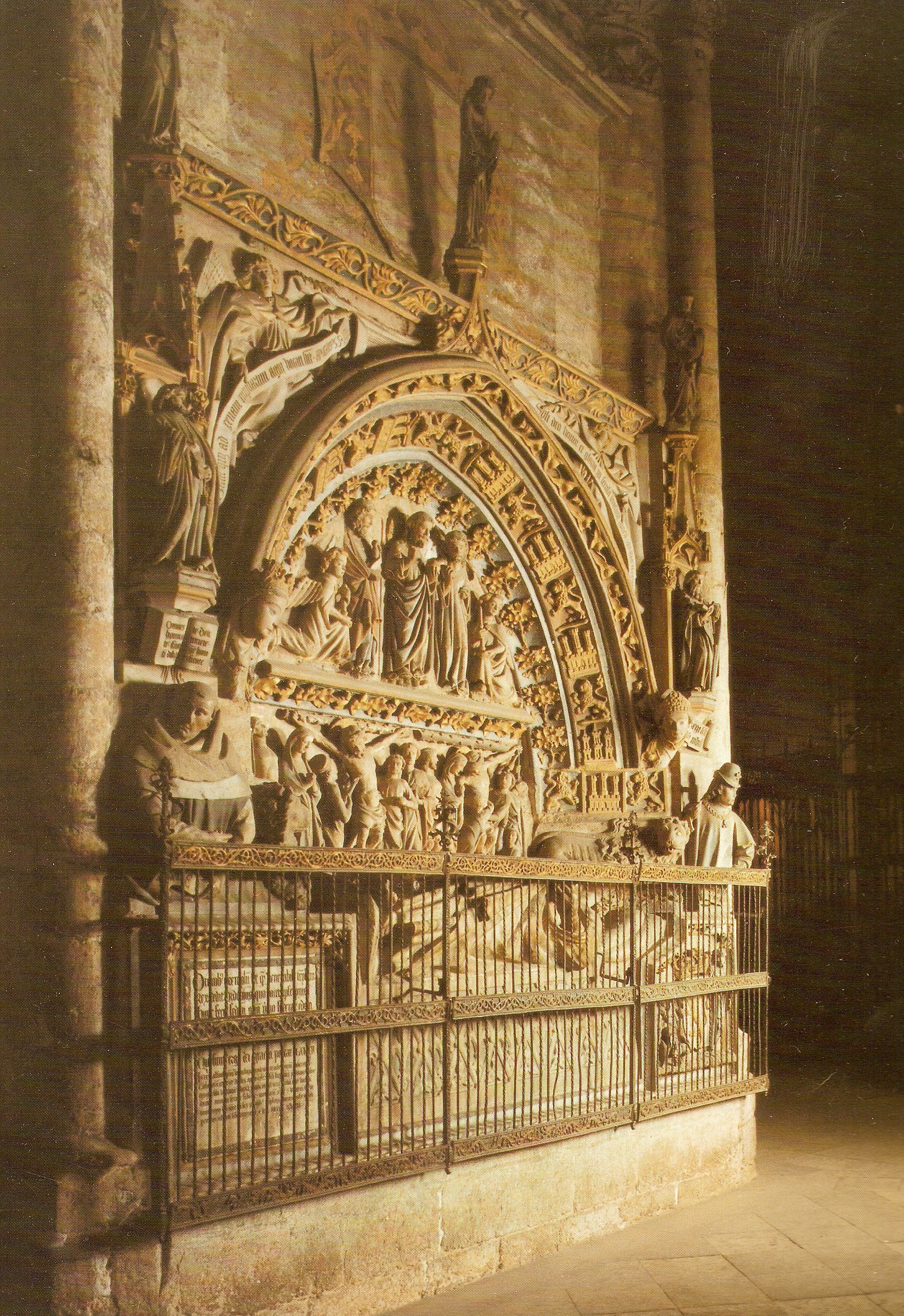
Sepulcro del rey Ordoño II de León. Catedral de León.

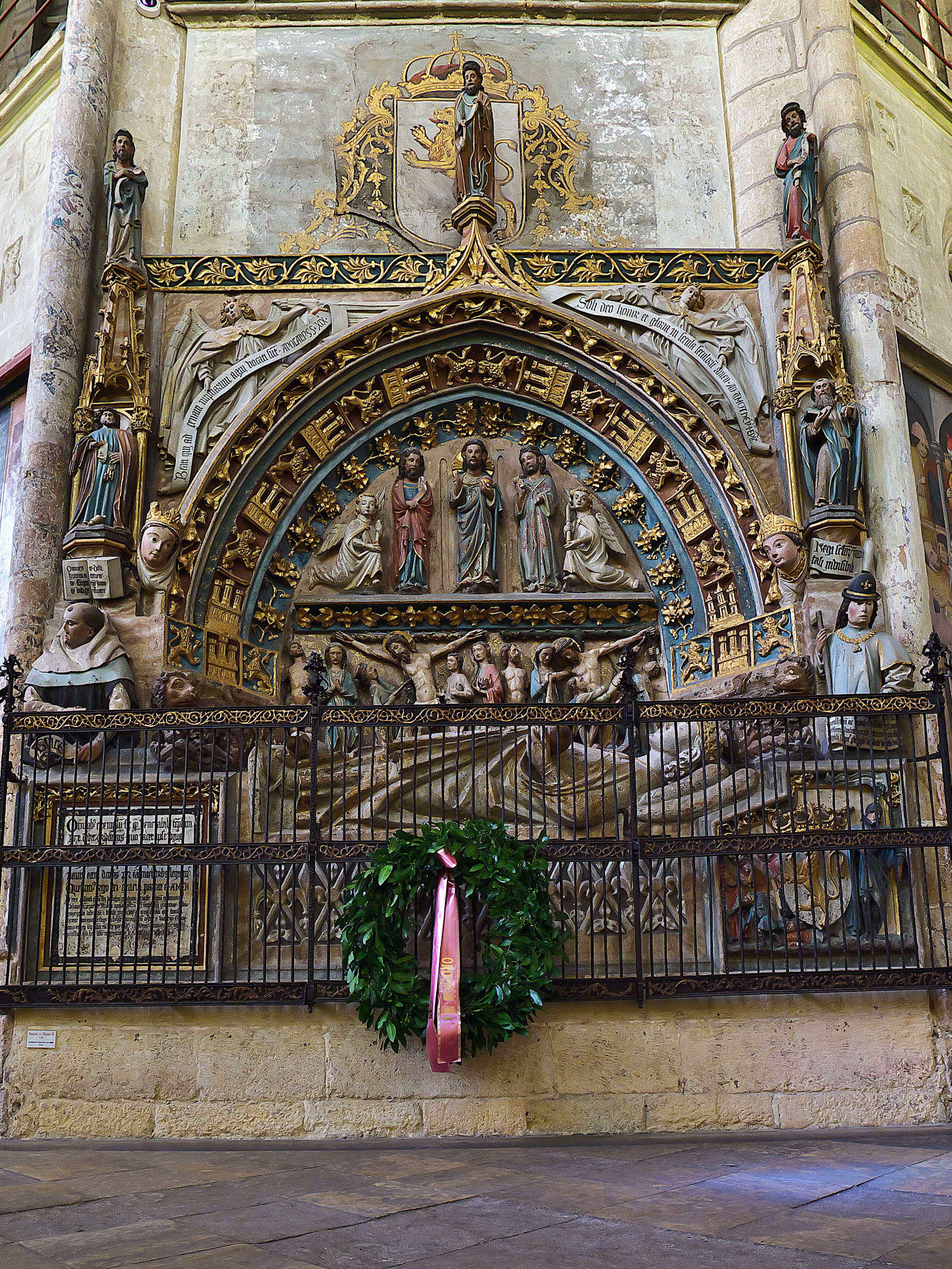
Girola de la Catedral de León

Ordoño II de León se encuentra enterrado en la girola de la catedral de León tras el altar mayor. El rey Ordoño II falleció en el año 924, aunque se desconoce su fecha exacta de defunción. A su muerte, y siguiendo los deseos del difunto monarca, sus restos mortales recibieron sepultura en la Catedral de León, que él había ordenado erigir, donando para ello un palacio de su propiedad, ubicado en la ciudad de León. Ordoño II fue el primer monarca enterrado en la ciudad de León y, hasta el siglo XIX, la misa diaria de Alba era ofrecida en memoria de este rey y de sus sucesores. 
El sepulcro de Ordoño II ha sufrido diversas reformas y añadidos a lo largo de la historia, y su cronología abarca desde el siglo XIII hasta el siglo XV. La parte inferior del sepulcro, donde se encuentra la estatua yacente que representa al difunto monarca, está protegida por una reja metálica.
En la parte inferior del sepulcro, y protegida por una reja, se encuentra colocada la estatua yacente que lo representa. Es la parte más antigua del sepulcro, y en opinión de diversos autores la imagen fue realizada para estar de pie y no en posición yacente. El monarca aparece representado sin barba y con un rostro afilado, y portando los atributos regios. El rey va vestido con una túnica talar ceñida a su cintura y su manto, bordado en oro, está recogido bajo sus brazos. El rey porta en su mano izquierda el orbe, en la mano derecha una sortija, y su frente está ceñida por una corona real. A los pies del monarca aparece representado un perro, como símbolo de fidelidad.

## Semblanza
La Crónica post-Albeldense describió a Ordoño II como:

Prudentísimo en la guerra, justo y muy misericordioso con los ciudadanos, piadosísimo y entrañable, fuera del usual modo humano, para los infelices y los pobres y famoso por su honestidad en todos los negocios concernientes al gobierno del reino.

Añade que «no sabía descansar» (labori nescius cedere), temiendo que el ocio menguara su preocupación por los asuntos del reino. Ordoño II se sentía heredero de la España visigoda y aspiraba a su restablecimiento, adquiriendo un gran renombre que le llevó a figurar en numerosos romances y cancioneros.
Utilizó el título imperial en 922 cuando confirmó un documento como Ego serenissimus imperator Ordonius.

## Matrimonios y descendencia
Contrajo matrimonio por primera vez con Elvira Menéndez, hija del conde Hermenegildo Gutiérrez y de Ermesenda Gatónez, hija de Gatón del Bierzo. Fruto de su primer matrimonio nacieron cinco hijos, quienes aparecen en la documentación con sus padres en el siguiente orden: 
- Sancho Ordóñez[26] (m. 929), rey de Galicia.[27]
- Alfonso IV de León[26] (m. 933), rey de León.
- Ramiro II de León[26] (m. 951), rey de León,[27] ocupó el trono leonés cuando su hermano Alfonso IV renunció.
- García Ordóñez[26] (m. después de 934). Su nombre figura en varios de los privilegios emitidos durante el reinado de su padre.
- Jimena Ordóñez[26] (m. después de 936). Figura por última vez en la documentación del monasterio de Celanova el 12 de septiembre de 936 confirmando la donación de su primo hermano, Froila, hijo de Gutierre Menéndez e Ilduara Eriz, de la villa de Uillare.[28]

Casó en 922 con Aragonta González, hija del conde Gonzalo Betótez y de la condesa Teresa Eriz, hija del conde Ero Fernández, y hermana de los condes Pelayo González y Hermenegildo González, con quien no tuvo descendencia, pues fue repudiada por el rey. Fundó el monasterio de Salceda donde se retiró. El 20 de noviembre de 929 donó al monasterio de San Lorenzo de Carboeiro una villa que había recibido como dote.
Contrajo matrimonio en el año 923 con Sancha de Pamplona, hija del rey Sancho Garcés I de Pamplona, con quien tampoco tuvo descendencia. Su viuda volvió a casar con Álvaro Herraméliz, conde de Álava, y posteriormente con Fernán González, conde de Castilla.
| Predecesor: Alfonso III rey de Asturias | Rey de Galicia (subordinado al rey de León) 910-914 | Sucesor: Se convierte en rey de León |
| Predecesor: García I                    | Rey de León 914-924                                 | Sucesor: Fruela II                   |